# Eugeni Sallent
Eugeni Sallent Garriga (Sabadell, 1962) es un informático y ejecutivo español. Dirigió Televisión de Cataluña desde 2012 hasta 2016.

## Biografía
Hijo del creador de los Juegos Educa, Eugeni Sallent es licenciado en Informática por la UAB y máster en Dirección de empresas por EADA. Entre 1994 y 1995 fue consultor en sistemas de información del Centro Informático de la Generalidad de Cataluña. De 1995 a 1999 fue gerente al Grupo de Emisoras Catalunya Ràdio. Desde 1999 hasta 2012 fue director general de Radiocat XXI, la empresa del Grupo Godó que gestiona RAC 1 y RAC105. En abril de 2012, la Corporación Catalana de Medios Audiovisuales lo nombró director de la Televisión de Cataluña, en sustitución de Mònica Terribas. Ocupó el cargo hasta 2016. En 2010 recibió el III Premio Quim Regàs de Periodismo, en reconocimiento a su trayectoria profesional. En 2021, fue elegido jefe de The Mediapro Studio en Latinoamérica.